# Équipe de Hongrie de football B
L'équipe de Hongrie de football B, est une deuxième sélection des meilleurs joueurs hongrois, sous l'égide de la Fédération hongroise de football. Apparue la première fois en 1931, le dernier match de cette sélection remonte à 2000.

## Histoire
Ne sont évoqués ici, que les matchs contre des sélections A, ou les matchs dans le cadre de tournois

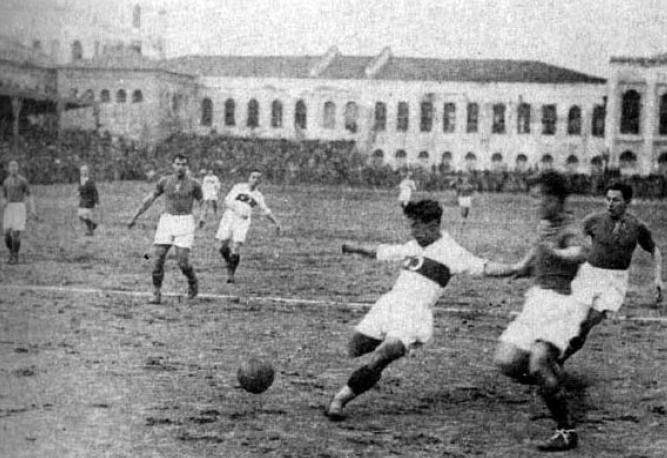
L'équipe de Hongrie B en 1932, contre la Turquie (4-1).

La sélection B hongroise fait ses débuts en 1931, à Istanbul, face à la Turquie ; l'équipe s'impose 2 à 1. L'équipe enchaîne ensuite à Athènes face à la Grèce ; l'équipe s'impose 4 à 2. La Hongrie B retourne en Turquie en 1932 et gagne à nouveau, sur le score plus large de 4 à 1. Après n'avoir affronté que des équipes B pendant des dizaines d'années, la Hongrie B s'impose contre la Tunisie en 1959 (3-0).
L'équipe continue sur sa lancée lors du Tournoi des Trois Nations de Pékin, en 1959 ; tenue en respect par l'URSS (1-1), la Hongrie B doit s'incliner face à la Chine (1-0) et termine dernière du tournoi.
En décembre 1967, l'équipe joue contre le Mexique à deux reprises au stade Azteca : la Hongrie s'incline tout d'abord (2-1), avant de prendre sa revanche deux jours après (2-0).
En 1980, la Hongrie B participe à la Triangular de Oro, tournoi amical joué en Colombie, et est opposée à la Roumanie et à la Colombie olympique ; les trois équipes font toutes matchs nul en se rencontrant, mais la Hongrie B s'impose du fait de son nombre de buts marqués (3 contre 2 pour la Roumanie et 1 pour la Colombie olympique). La sélection continue sa tournée en Amérique du Sud, et affronte plusieurs clubs de grande envergure comme le CA Boca Juniors et le CA River Plate. Pour célébrer les 70 ans du CA Vélez Sarsfield, la Hongrie B affronte l'Argentine espoirs ; les deux équipes font match nul 2-2, lors de ce match marqué par l'arrêt d'un penalty tiré par Diego Maradona. Pour terminer sa tournée, l'équipe affronte d'autres clubs puis le Mexique espoirs (0-2). L'équipe a donc joué douze matchs en un peu plus d'un mois.
En 1985, la Hongrie B bat la Bulgarie 3 à 1. En 2000, la Hongrie B est opposée au Paraguay, qui, avec une équipe largement remaniée, fait match nul (1-1).
L'équipe n'a depuis, plus joué aucun match.

## Palmarès
- Triangular de Oro : 
  - Vainqueur en 1980